# Atsiz ibn Uvak
Erigsen o Atsiz ibn Uvak (?- 1080) fou un cap turcman, cap de la tribu dels iwai segurament establerta a Coràsmia a l'inici de l'expansió seljúcida.
Els iwai van acompanyar el 1070 a Atsiz, marit d'una filla del sultà Alp Arslan, a territori romà d'Orient quan va fugir; Erigsen/Atsiz va refusar servir a l'exèrcit romà d'Orient i es va posar al servei dels fatimites per lluitar a Palestina. Atsiz va lluitar contra els beduïns el 1071 però no es va considerar adequadament pagat i es va apoderar pel seu compte de Jerusalem, Palestina i Síria del sud. Després va intentar un acostament amb el sultà Màlik-Xah I, successor d'Alp Arslan.
El lloctinent d'Atsiz, que governava Acre, es va rebel·lar a favor dels fatimites; aquests també van obtenir l'aliança dels descendents de Kutlumush que s'estaven establint a l'Àsia Menor; però Atsiz els va derrotar el 1075 i va entrar a Damasc el 1076. El 1077 va atacar Egipte on fou rebutjat. Els elements lleials als fatimites a Palestina es van revoltar però l'aixecament fou aplanat el 1078 per Atsiz; a Jerusalem es va produir una matança de la que es van lliurar els cristians sobretot monofisites, que en general li donaven suport.
Llavors els fatimites van enviar forces cap a Síria i Atsiz va demanar ajut a Màlik-Xah, que va decidir acceptar, per convertir Síria en un feu pel seu germà Tútuix I. Tútuix va anar a Síria i va estar ocupat a Alep (1079-1080); després es va dirigir a Damas on Atsiz li va entregar el poder. En l'entrevista entre Atsiz i Tútuix el primer fou assassinat per ordre del sultà (1080).